# Otto er et næsehorn (animationsfilm)
|  | For andre betydninger, se Otto er et næsehorn (flertydig). |
Otto er et næsehorn er en 3D-animeret familiefilm baseret på Ole Lund Kirkegaards fortælling om næsehornet Otto i bogen af samme navn fra 1972.
Filmen er en del af en trilogi, der foruden denne, også indeholder Orla Frøsnapper (2011) og Gummi T (2012). Trilogien er produceret af Crone Film.

## Medvirkende
- Lasse Kamper - Topper
- Nikolai Aamand - Viggo
- Asta Danielsson - Sille
- Lars Brygmann - Hr. Løwe
- Lars Knutzon - Holm
- Tommy Kenter - Politimesteren
- Bodil Jørgensen - Fru Flora
- Helle Dolleris - Fru Løwe
- Søs Egelind - Lærerinde
- Kaya Brüel - Toppers mor
- Tom Jensen - Toppers far
- Henrik Koefoed - Folmer
- Rebecca Brüel - Almanda
- Jens Jacob Tychsen - Zoodirektør